# Luigi Crato di Nassau-Saarbrücken
Luigi Crato (Kraft) di Nassau-Saarbrücken (Saarbrücken, 28 marzo 1663 – Saarbrücken, 14 febbraio 1713) era il figlio del conte Gustavo Adolfo di Nassau-Saarbrücken e di Eleonora Clara di Hohenlohe-Neuenstein. Venne educato a Neuenstein dallo zio materno, il conte Wolfgang Julius, e successivamente a Tubinga. Il padre, all'epoca, era prigioniero di guerra in Francia.

## Biografia
Alla morte del padre nel 1677, egli ereditò le contee di Saarbrücken e Saarwerden, ma non poté amministrare i suoi territori, in quanto essi erano occupati dai francesi. Furono probabilmente la sua voglia di avventura e la scarsità di opportunità che lo portarono ad entrare a far parte dell'esercito francese, all'interno del quale raggiunse il grado di luogotenente generale. Durante la sua carriera si distinse per il suo coraggio, la freddezza e l'acume militare. Prese parte all'assedio e alla conquista di Lussemburgo, nel 1684. Durante la Guerra della Grande Alleanza egli servì nella compagnia olandese partecipando alla battaglia di Fleurus (1690), alla presa di Namur, alla battaglia di Steenkerke (1692) e alla battaglia di Neerwinden (1693). Il Re di Francia lo ricompensò facendo riconquistare le sue terre da parte dell'armata olandese. Con il Trattato di Ryswick del 1697 gli vennero restituite le terre e ne divenne il Reggente.
Durante la guerra per la successione spagnola egli servì unicamente con un ruolo consultivo.
Fu considerato un buon governante, in quanto fu in grado di mantenere i suoi domini estranei ad ulteriori conflitti bellici. Luigi Crato riorganizzò inoltre l'amministrazione della giustizia e le finanze pubbliche, rinnovò il sistema scolastico ed in generale si dimostrò benevolente con tutti.
Venne succeduto nel governo delle contee dal fratello Carlo Luigi di Nassau-Saarbrücken.

## Matrimonio e discendenza
Il 25 aprile 1699 egli sposò la contessa Filippina Enrichetta di Hohenlohe-Langenburg (1679–1751), figlia del conte Enrico Federico di Hohenlohe-Langenburg. Dalla loro unione nacquero otto figli, di cui sette femmine:
- Elisa (1700 - 1712);
- Eleonora Dorotea (1701 - 1702);
- Enrichetta (1702-1769);
- Carolina (1704 - 1774): sposò il conte palatino Cristiano III;
- Luisa Enrichetta (6 dicembre 1705 - 28 ottobre 1766), sposò il principe Federico Carlo di Stolberg-Gedern (1693 - 1767);
- Eleonora (1º luglio 1707 - 15 ottobre 1769), sposò il conte Luigi di Hohenlohe-Langenburg;
- Luigi (1709 - 1710);
- Cristina (1711 - 1712).

## Ascendenza
|                                             |                                         |                                                  | Genitori                                |  |  | Nonni |  |  | Bisnonni                            |  |  | Trisnonni                          |  |
|                                             |                                         |                                                  |                                         |  |  |       |  |  | Ludwig II, conte di Nassau-Weilburg |  |  | Albrecht, conte di Nassau-Weilburg |  |
|                                             |                                         |                                                  |                                         |  |  |       |  |  | Ludwig II, conte di Nassau-Weilburg |  |  | Albrecht, conte di Nassau-Weilburg |  |
|                                             |                                         | Anna von Nassau-Dillenburg                       |                                         |  |  |       |  |  | Ludwig II, conte di Nassau-Weilburg |  |  |                                    |  |
| Wilhelm Ludwig, conte di Nassau-Saarbrücken |                                         |                                                  |                                         |  |  |       |  |  | Ludwig II, conte di Nassau-Weilburg |  |  |                                    |  |
|                                             |                                         | Anna Maria von Hessen-Kassel                     | Wilhelm IV, langravio d'Assia-Kassel    |  |  |       |  |  |                                     |  |  |                                    |  |
|                                             |                                         | Anna Maria von Hessen-Kassel                     | Wilhelm IV, langravio d'Assia-Kassel    |  |  |       |  |  |                                     |  |  |                                    |  |
|                                             |                                         | Anna Maria von Hessen-Kassel                     | Sabine von Württemberg                  |  |  |       |  |  |                                     |  |  |                                    |  |
| Gustav Adolf, conte di Nassau-Saarbrücken   |                                         | Anna Maria von Hessen-Kassel                     |                                         |  |  |       |  |  |                                     |  |  |                                    |  |
|                                             |                                         | Georg Friedrich, margravio di Baden-Durlach      | Karl II, margravio di Baden-Durlach     |  |  |       |  |  |                                     |  |  |                                    |  |
|                                             |                                         | Georg Friedrich, margravio di Baden-Durlach      | Karl II, margravio di Baden-Durlach     |  |  |       |  |  |                                     |  |  |                                    |  |
|                                             |                                         | Georg Friedrich, margravio di Baden-Durlach      | Anna von Pfalz-Veldenz                  |  |  |       |  |  |                                     |  |  |                                    |  |
| Anna Amalia von Baden-Durlach               |                                         | Georg Friedrich, margravio di Baden-Durlach      |                                         |  |  |       |  |  |                                     |  |  |                                    |  |
|                                             |                                         | Juliane Ursula zu Salm-Neufville                 | Friedrich I, conte di Salm-Neufville    |  |  |       |  |  |                                     |  |  |                                    |  |
|                                             |                                         | Juliane Ursula zu Salm-Neufville                 | Friedrich I, conte di Salm-Neufville    |  |  |       |  |  |                                     |  |  |                                    |  |
|                                             |                                         | Juliane Ursula zu Salm-Neufville                 | Franziska von Salm                      |  |  |       |  |  |                                     |  |  |                                    |  |
| Ludwig Kraft, conte di Nassau-Saarbrücken   |                                         | Juliane Ursula zu Salm-Neufville                 |                                         |  |  |       |  |  |                                     |  |  |                                    |  |
|                                             | Wolfgang, conte di Hohenlohe-Neuenstein | Ludwig Casimir, conte di Hohenlohe-Neuenstein    |                                         |  |  |       |  |  |                                     |  |  |                                    |  |
|                                             | Wolfgang, conte di Hohenlohe-Neuenstein | Ludwig Casimir, conte di Hohenlohe-Neuenstein    |                                         |  |  |       |  |  |                                     |  |  |                                    |  |
|                                             | Wolfgang, conte di Hohenlohe-Neuenstein | Anna zu Solms-Laubach                            |                                         |  |  |       |  |  |                                     |  |  |                                    |  |
| Kraft VII, conte di Hohenlohe-Neuenstein    | Wolfgang, conte di Hohenlohe-Neuenstein |                                                  |                                         |  |  |       |  |  |                                     |  |  |                                    |  |
|                                             |                                         | Magdalena von Nassau-Dillenburg                  | Wilhelm I, conte di Nassau-Dillenburg   |  |  |       |  |  |                                     |  |  |                                    |  |
|                                             |                                         | Magdalena von Nassau-Dillenburg                  | Wilhelm I, conte di Nassau-Dillenburg   |  |  |       |  |  |                                     |  |  |                                    |  |
|                                             |                                         | Magdalena von Nassau-Dillenburg                  | Juliana zu Stolberg-Wernigerode         |  |  |       |  |  |                                     |  |  |                                    |  |
| Eleonora Clara zu Hohenlohe-Neuenstein      |                                         | Magdalena von Nassau-Dillenburg                  |                                         |  |  |       |  |  |                                     |  |  |                                    |  |
|                                             |                                         | Karl I, conte palatino di Zweibrücken-Birkenfeld | Wolfgang, conte palatino di Zweibrücken |  |  |       |  |  |                                     |  |  |                                    |  |
|                                             |                                         | Karl I, conte palatino di Zweibrücken-Birkenfeld | Wolfgang, conte palatino di Zweibrücken |  |  |       |  |  |                                     |  |  |                                    |  |
|                                             |                                         | Karl I, conte palatino di Zweibrücken-Birkenfeld | Anna von Hessen                         |  |  |       |  |  |                                     |  |  |                                    |  |
| Sofia von Pfalz-Birkenfeld                  |                                         | Karl I, conte palatino di Zweibrücken-Birkenfeld |                                         |  |  |       |  |  |                                     |  |  |                                    |  |
|                                             |                                         | Dorothea von Braunschweig-Lüneburg               | Wilhelm, duca di Brunswick-Lüneburg     |  |  |       |  |  |                                     |  |  |                                    |  |
|                                             |                                         | Dorothea von Braunschweig-Lüneburg               | Wilhelm, duca di Brunswick-Lüneburg     |  |  |       |  |  |                                     |  |  |                                    |  |
|                                             |                                         | Dorothea von Braunschweig-Lüneburg               | Dorothea af Danmark                     |  |  |       |  |  |                                     |  |  |                                    |  |
|                                             |                                         | Dorothea von Braunschweig-Lüneburg               |                                         |  |  |       |  |  |                                     |  |  |                                    |  |